# Justin Hunter
Justin Scott Hunter (Virginia Beach, 20 maggio 1991) è un giocatore di football americano statunitense che milita nel ruolo di wide receiver per i Pittsburgh Steelers della National Football League (NFL). Fu scelto nel corso del secondo giro (34º assoluto) del Draft NFL 2013 dai Tennessee Titans. Ha giocato anche per i Miami Dolphins e per i Buffalo Bills. Al college ha giocato a football all’Università del Tennessee.

## Carriera professionistica

### Tennessee Titans
Hunter era considerato uno dei migliori wide receiver selezionabili nel Draft NFL 2013 e fu scelto con la seconda chiamata del secondo giro dai Tennessee Titans. Nella settimana 3 ricevette il passaggio da touchdown da 34 yard della vittoria in rimonta sui San Diego Chargers a 15 secondi dal termine dal quarterback Jake Locker. Il secondo TD lo segnò nella vittoria della settimana successiva sui New York Jets. La sua stagione da rookie si concluse con 354 yard ricevute e 4 touchdown in 14 presenze, nessuna delle quali come titolare. Nelle stagione successiva trovò maggior spazio disputando come partente 8 gare su 12, con 28 ricezioni per 498 yard e 3 marcature.

### Miami Dolphins
Il 4 settembre 2016, Hunter firmò con i Miami Dolphins.

## Statistiche
| Partite totali         | 35    |
| Partite da titolare    | 13    |
| Ricezioni              | 68    |
| Yard su ricezione      | 1.116 |
| Touchdown su ricezione | 8     |

Statistiche aggiornate alla stagione 2015